# Proletarski (khútor)
|  | Per a altres significats, vegeu «Proletarski». |

Proletarski - Пролетарский (rus) - és un khútor, un poble, del krai de Krasnodar, a Rússia. Es troba a la vora dreta del riu Txelbas, a 17 km al nord-est de Kropotkin i a 144 km al nord-est de Krasnodar, la capital.
Pertany al municipi de Possiólok ímieni M. Górkogo.